# Международни ученически олимпиади
Международните ученически олимпиади са група международни съревнования на ученици в гимназиална възраст, провеждани обикновено ежегодно по ред учебни дисциплини.
В олимпиадите участват отбори от по 4-6 ученика от различни страни, които са се представили най-добре на съответните национални олимпиади. Изключение от това правило е олимпиадата по лингвистика, която допуска няколко отбора от страна.
Има 17 международни олимпиади:
- Международна математическа олимпиада (IMO, от 1959 г.; не се провежда през 1980 г.)
- Международна олимпиада по физика (IPhO, от 1967 г.; не се провежда през 1973, 1978 и 1980 г.)
- Международна олимпиада по химия (IChO, от 1968; не се провежда през 1971 г.)
- Международна олимпиада по информатика (IOI, от 1989 г.)
- Международна олимпиада по биология (IBO, от 1990 г.)
- Международна олимпиада по философия (IPO, от 1993 г.)
- Международна екологическа олимпиада (INEPO, от 1993 г.)
- Международна астрономическа олимпиада (IAO, от 1996 г.)
- Международна олимпиада по география (IGeo, от 1996 г.)
- Международна олимпиада по лингвистика (IOL/ILO, от 2003 г.)
- Международна природо-научна олимпиада (IJSO, от 2004 г.)
- Международна олимпиада по астрономия и астрофизика (IOAA, от 2007 г.)
- Международна олимпиада по науки за Земята (IESO, от 2007 г.)
- Азиатско-Тихоокеанска астрономическа олимпиада (APAO, от 2005 г.)
- Международна олимпиада за млади изобретатели (МЭО, от 2008 г.)
- Международна олимпиада по руски език (от 2000 г.)
- Международна олимпиада по немски език (IDO)
- Международна олимпиада по турски език
- Международна олимпиада по китайски език (като Китайски езиков мост)
- Международна олимпиада по румънски език

Общата цел на тези олимпиади е да се популяризира науката, да се даде шанс на талантливи ученици и да се сравнят образователните системи на участващите страни. Нивото на заданията е много високо. Доброто представяне на такава олимпиада дава възможност за постъпване в което и да е висше училище по света.